# Sphaerodactylus elegans
Sphaerodactylus elegans es una especie de geco del género Sphaerodactylus, familia Sphaerodactylidae, orden Squamata. Fue descrita científicamente por Macleay en 1834.

## Descripción
La longitud hocico-respiradero en machos y hembras es de 39 y 37 milímetros respectivamente.

## Distribución
Se distribuye por Cuba, Haití y los Estados Unidos.